# Isagehe
Isagehe è una circoscrizione rurale (rural ward) della Tanzania situata nel distretto urbano di Kahama, regione di Shinyanga. Conta una popolazione di 10 828 abitanti (censimento 2012).